# Шматко Любов Дмитрівна
Любов Дмитрівна Шматко (нар. 25 жовтня 1993, Калинівка, Єланецький район, Миколаївська область, Україна) — українська футболістка, півзахисниця турецького «Фомгет Генчлік».

## Клубна кар'єра

### Ранні роки
Народилася в селі Калинівка, Миколаївська область. У віці 6-7 років розпочала бавитися з м'ячем. Потім займалася футболом у шкільній секції. Перший тренер — Борис Петрович Скоп. У 14-річному віці разом зі сестрою Людмилою Шматко потрапила до чернігівського спортінтернату. Займалася в спортивній школі чернігівського «Спартака».

### «Легенда»
У 2009 році перейшла до «Легенди». За першу команду чернігівчанок дебютувала 2 липня 2009 року в переможному (1:0) домашньому поєдинку 2-о туру кубку України проти «ЦПОР-Донеччанки». Любов вийшла на поле на 60-й хвилині, замінивши Оксану Яковишин. У сезоні 2009 року в чемпіонаті не грала, а в кубку країни провела 2 поєдинки. У Вищій лізі дебютувала 12 травня 2010 року в переможному (6:1) виїзному поєдинку 3-о туру проти «Атекс-СДЮШОР №16». Любов вийшла на поле в стартовому складі, а на 24-й хвилині її замінили на Ольгу Мелконянц. Дебютним голом у чемпіонаті України відзначилася 28 жовтня 2010 року на 90-й хвилині переможного (7:1) домашнього поєдинку 15-о туру проти костопільської «Родини». Любов вийшла на поле 67-й хвилині, замінивши Наталію Жданову. У складі чернігівського клубу зіграла 67 матчів у Вищій лізі, в якій відзначилася 22-а голами. Дворазова чемпіонка України (2009, 2010), володарка кубку України (2009).

### «Мінськ»
По завершенні сезону 2016 року перейшла у «Мінськ». Дебютувала за столичну команду 23 квітня 2017 року в переможному (3:1) домашньому поєдинку 1-о туру Вищої ліги проти «Зорки-БДУ». Любов вийшла на поле на 88-й хвилині, замінивши Юлію Борисенко. Дебютним голом за столичну команду відзначилася 6 травня 2017 року на 54-й хвилині переможного (12:1) домашнього поєдинку 3-о туру Прем'єр-ліги проти «Слов'янки». Шматко вийшла на поле в стартовому складі та відіграла увесь матч. За підсумками сезону 2017 року разом з «Мінськом» стала чемпіоном Білорусі та володарем кубку країни. У грудні 2018 року продовжила контракт зі столичним клубом. 

### Суперліга Туреччини
У 2022 році  перейшла до чемпіонату Туреччини, де згодом стала чемпіонкою країни у складі «Фомгет Генчлік» та «Галатасараю».

## Кар'єра в збірній
У 2011 році провела 3 поєдинки у футболці дівочої збірної Україна WU-19.
У футболці національної збірної України дебютувала 15 вересня 2017 року в нічийному (1:1) домашньому поєдинку кваліфікації чемпіонату світу проти Хорватії. Любов вийшла на поле в стартовому складі та відіграла увесь матч. Першим голом у складі національної команди відзначилася 8 жовтня 2019 року на 33-й хвилині програного (2:3) виїзного поєдинку жіночого чемпіонату Європи проти Ірландії. Любов вийшла на поле в стартовому складі та відіграла увесь матч, а на 52-й хвилині відзначилася ще й автоголом, який виявився переможним для ірландок.

## Досягнення
«Легенда»
- Вища ліга України
  -  Чемпіонка (2): 2009, 2010
  -  Срібна призерка (3): 2011, 2013, 2015
  -  Бронзова призерка (2): 2014, 2016

- Кубок України
  -  Володарка (1): 2009
  -  Фіналістка (5): 2011, 2013, 2014, 2015, 2016

«Мінськ»
- Прем'єр-ліга Білорусі
  -  Чемпіонка (3): 2017, 2018, 2019

- Балтійська ліга
  -  Чемпіонка (1): 2018

- Кубок Білорусі
  -  Володарка (3): 2017, 2018, 2019

- Суперкубок Білорусі
  -  Володарка (2): 2018, 2019
  -  Фіналістка (1): 2017

«Фомгет Генчлік»
- Суперліга Туреччини
  -  Чемпіонка (1): 2022/23

«Галатасарай»
- Суперліга Туреччини
  -  Чемпіонка (1): 2023/24